# Cosmoscarta carpentieri
Cosmoscarta carpentieri is een halfvleugelig insect uit de familie schuimcicaden (Cercopidae). De wetenschappelijke naam van deze soort is voor het eerst geldig gepubliceerd in 1928 door Lallemand.